# Interposador

BGA amb un interposador entre la matriu del circuit integrat a la matriu de boles

Un interposador és una interfície elèctrica que interconnecta dues entitats en aquest cas substractes lectrònics. El propòsit d'un interposador és estendre una connexió a un to més ampli o redirigir una connexió a un àmbit diferent.
Interposer prové de la paraula llatina "interponere", que significa "posar entre". Sovint s'utilitzen en paquets BGA, mòduls multixip i memòria d'ample de banda elevat.

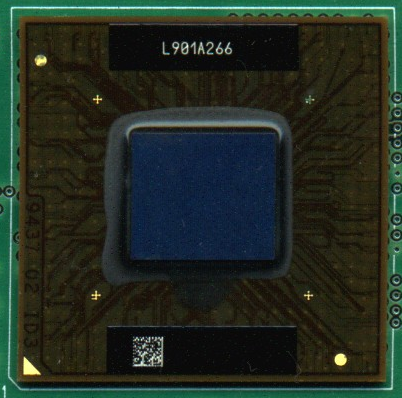
Pentium II: exemple d'un interposador, circuit integrat de matriu a portador de xip de matriu de boles

Un exemple comú d'interposador és una matriu de circuit integrat a BGA, com en el Pentium II. Això es fa a través de diversos substrats, tant rígids com flexibles, el més habitualment FR4 per a rígids i poliimida per a flexibles. El silici i el vidre també s'avaluen com a mètode d'integració. Les piles d'interposició també són una alternativa rendible i àmpliament acceptada als CI 3D. Ja hi ha diversos productes amb tecnologia d'interposició al mercat, en particular la GPU AMD Fiji/Fury i la Xilinx Virtex-7 FPGA. El 2016, CEA Leti va demostrar la seva tecnologia 3D- NoC de segona generació que combina matrius petites ("chiplets"), fabricades a la FDSOI 28 node nm, en un 65 nm interposador CMOS.